# ادهی
ادهی (به انگلیسی: Adhi) در هند است که در ایالت پنجاب هند واقع شده‌است.